# Secretari general del Partit Comunista Xinès
El Secretari General del Comité Central del Partit Comunista Xinès (xinès simplificat: 中国共产党中央委员会总书记; xinès tradicional: 中國共產黨中央委員會總書記; pinyin:Zhōngguó Gòngchǎndǎng Zhōngyāng Wěiyuánhuì Zǒngshūjì) és el càrrec del Secretari General del Partit Comunista Xinès. Generalment es considera que qui ocupa aquest càrrec és el màxim dirigent del Partit Comunista Xinès, si bé fins a l'11 de setembre de 1982 el càrrec més important era el de President del Partit Comunista Xinès. Des d'aquesta data, en què el càrrec de president va ser abolit, es considera al Secretari General com al Líder Suprem de la República Popular de la Xina, ja que el Secretariat General és el major càrrec del partit i lidera el Comitè Permanent del Buró Polític del Comitè Central del Partit Comunista de la Xina.

## Llista de secretaris generals

### Abans de la fundació de laRepública Popular de la Xina
- Chen Duxiu (1921-1922;1925-1928)
- Xiang Zhongfa (1928-1931)
- Li Lisan (en funcions, 1929-1930)
- Wang Ming (en funcions, 1931-1932)
- Qin Bangxian (en funcions, 1932-1935)
- Zhang Wentian (en funcions, 1935-1943)

### Des de la fundació de laRepública Popular de la Xina
- Deng Xiaoping (1956-1967)
- Hu Yaobang (1982-1987)
- Zhao Ziyang (1987-1989)
- Jiang Zemin (1989-2002)
- Hu Jintao (2003-2012)
- Xi Jinping (des de 2012)